# Erste Liebe
Pour plus de détails, voir Fiche technique et Distribution.
Erste Liebe est un film germano-hungaro-suisse réalisé par Maximilian Schell, sorti en 1970. Il est adapté de la nouvelle Premier Amour d'Ivan Tourgueniev.
Sous la bannière suisse, le film reçoit une nomination pour l'Oscar du meilleur film en langue étrangère 1971

## Synopsis
Alexandre, un jeune garçon de bonne famille à l'âge de la puberté, tombe sous le charme de Sinaïda, une voisine de 21 ans issue d'une famille aristocratique passablement déchue. Mais le père d'Alexandre ne voit pas les choses du même œil. 

## Fiche technique
- Titre : Erste Liebe
- Réalisation : Maximilian Schell
- Scénario : Maximilian Schell et John Gould, d'après la nouvelle Premier Amour de Ivan Tourgueniev
- Production : Barry Levinson et Franz Seitz Jr.
- Musique : Mark London
- Directeur de la photographie : Sven Nykvist
- Direction artistique : Otto Pischinger
- Costumes : Erna Horn
- Pays d'origine : Suisse - Allemagne de l'Ouest - Hongrie
- Format : Couleurs
- Genre : drame
- Durée : 89 minutes
- Date de sortie :  1970

## Distribution
- John Moulder-Brown : Alexander
- Dominique Sanda : Sinaida
- Maximilian Schell : Père
- Valentina Cortese : Mère
- Marius Goring : Dr. Lushin
- Dandy Nichols : Princesse Zasekina
- Richard Warwick : Lt. Belovzorov
- Keith Bell : Conte Malevsky
- Johannes Schaaf : Nirmatsky
- John Osborne : Maidanov